# Niederselters

Bannerflagge von Niederselters

Niederselters ist ein Ortsteil der Gemeinde Selters (Taunus) im mittelhessischen Landkreis Limburg-Weilburg. Überregionale Bekanntheit erhielt Niederselters ab dem 17. Jahrhundert durch seine ergiebigen Mineralquellen, die unter dem Namen Selterswasser abgefüllt und in die ganze Welt exportiert wurden. Das Dorf ist der Hauptort und der Verwaltungssitz der im Jahr 1974 neu geschaffenen Gemeinde Selters (Taunus).

## Geographie
Niederselters liegt im sogenannten Goldenen Grund im Tal des Emsbaches des östlichen Hintertaunus.
Die Niederselterser Gemarkung grenzt im Norden an Oberbrechen, im Osten an Eisenbach, im Süden an Oberselters und im Westen an Dauborn. Am westlichen Gemarkungsrand verläuft die Bundesautobahn 3. An den Rändern der Gemarkung befinden sich mehrere kleinere Waldstücke, während der Rest aus landwirtschaftlich genutzter und Siedlungsfläche besteht. Der Ort selbst befindet sich im Tal auf rund 170 Metern Höhe, während das Gelände rundherum auf bis zu 260 Meter ansteigt.

## Geschichte

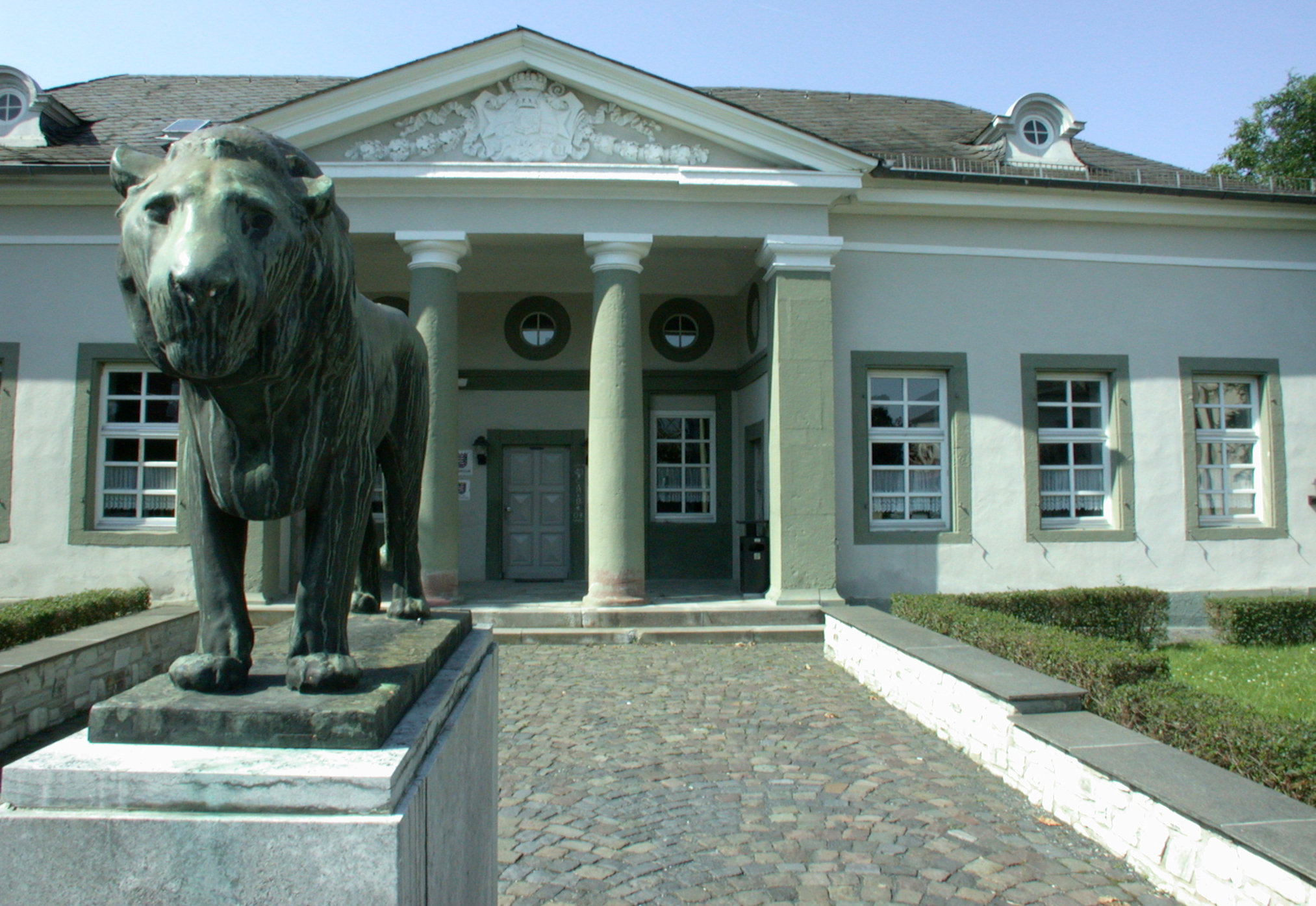
Ehemalige kurtrierische Kaserne, heute Rathaus der Gemeinde Selters

Die Siedlung entstand an der Stelle, wo die frühmittelalterliche Hessenstraße den Emsbach überquerte. Bekanntermaßen erstmals urkundlich erwähnt wurde sie im Jahr 772 unter dem Namen Saltrissa im Lahngau in einer Schenkungsurkunde des Klosters Lorsch. Die Formulierungen dieser Urkunde legen nahe, dass der Ort zu diesem Zeitpunkt eine nicht näher fassbare Mittelpunktfunktion für einen weiteren Umkreis hatte. Diese ging aber wohl spätestens um das Jahr 900 herum verloren. Später war Niederselters bis 1366 dem Zentgericht Aumenau zugeordnet, danach dem Gericht Dauborn der Grafschaft Diez.
Niederselters stand spätestens von 1048 an unter der Herrschaft der Herren von Molsberg, die es als Lehen vom Erzbistum Trier erhalten hatten. Vermutlich beruht diese Herrschaft auf einem alten Königsgut, wodurch Niederselters der Grafenherrschaft im Niederlahngau und später der Grafschaft Diez nicht im vollen Umfang unterworfen war. In allen Urkunden vor 1279 ist eine Unterscheidung zwischen Nieder- und Oberselters nicht möglich. Im Jahr 1334 ist erstmals ein Hubengericht mit Sitz in Niederselters fassbar. 1365 kaufte das Erzbistum Trier die Grund- und Lehensherrschaft über Niederselters sowie Niederbrechen teilweise von den inzwischen verarmten Molsbergern zurück und 1368 vollständig. Dies diente zur Sicherung seines Einflusses gegen das Haus Nassau, das zunehmend die Nachfolge der im Niedergang befindlichen Grafen von Diez antraten. In den folgenden Jahrzehnten erwarb Kurtrier nach und nach weitere Rechte und Leute in Niederselters von verschiedenen Inhabern. Überlieferungen der folgenden Jahrhunderte dokumentieren fortgesetzte rechtliche Auseinandersetzungen zwischen Nassau und Kurtrier über den jeweiligen Einfluss im Ort. Mit dem Diezer Vertrag von 1564 verzichtete Nassau auf alle Rechte in Niederselters und Niederbrechen, sodass Kurtrier von da an unumschränkt Landesherr von Niederselters war.
Im 13./14. Jahrhundert bildete sich die noch heute gut erkennbare Struktur eines Rundlingsdorfs heraus. Spätestens im Jahr 1590 bestand eine Befestigung. Eine Zeichnung aus dem Jahr 1686 zeigt diese in Form eines Grabens mit Zaun und einer Pforte. Graben und Zaun wurden offenbar kurz darauf niedergelegt, die Pforte wohl kurz nach 1783.
Für das Jahr 1355 ist ein Heimberger überliefert, der wohl schon zu diesem Zeitpunkt von den Niederseltersern selbst gewählt wurde. 1559 wird erstmals ein Bürgermeister erwähnt, 1579 erstmals zwei. Spätestens von 1722 an wurde das Amt des Bürgermeisters immer von zwei Personen versehen.
Kirchlich gehörte Niederselters spätestens von 1340 an zur Pfarrei Eisenbach. Dies war ein wesentliches Element der Differenzierung gegenüber dem gleichnamigen Nachbarort, der der Pfarrei Camberg angehörte und zunehmend als Oberselters bezeichnet wurde. Ebenfalls 1340 wird erstmals eine Kapelle in Niederselters genannt, der zu diesem Zeitpunkt ein ständiger Geistlicher zugeordnet war. Spätestens im Jahr 1453 war sie dem Heiligen Christophorus geweiht. Zwischen 1526 und 1569 wurde die Kapelle aus dem Kirchspiel Eisenbach entlassen und zur Kirche erhoben, wodurch Niederselters zur eigenständigen Pfarrei wurde. 1659 war der Chorturm der Kirche eingestürzt und spätestens 1686 wieder errichtet worden. 1717 erfolgte aber der Abriss dieses Kirchenbaus. Im Herbst des gleichen Jahres war der heute als „Alte Kirche“ bezeichnete Bau fertiggestellt. Die neu errichtete Pfarrkirche St. Christophorus übernahm 1909 deren Funktion. 1990 wurde die vom Verfall bedrohte alte Kirche saniert. Seitdem dient sie als Veranstaltungs- und Kulturzentrum. Das Hotel „Zum doppelten Adler“ gegenüber der neuen Kirche geht auf das 17. Jahrhundert zurück und dient heute als Pfarrheim.
Eine eigene Schule bestand spätestens im Jahr 1618. Das Gebäude befand sich in der Hintergasse. Es diente im 18. Jahrhundert auch als Backhaus und 1855 als Rathaus.
Die ersten Anordnungen der Verhütung eines Brandes im Zusammenhang mit häuslichen Feuerstätten in Textform im Kurfürstentum Trier vom 9. Mai 1721 führten auch in Niederselters zu erheblichen Verbesserungen der Bauweise der Gebäude.
Im Jahr 1363 wird erstmals Weinbau in der Gemarkung erwähnt, der wohl um die Mitte des 17. Jahrhunderts herum aufgegeben wurde. Eine Mühle bestand spätestens von 1396 an. Spätestens 1618 wurde in der Nähe des Orts Blei abgebaut, was aber wohl noch im 17. Jahrhundert wieder aufgegeben wurde. 1790 gab es wenig erfolgreiche Probegrabungen nach Eisenerz. Mit Beginn der Nutzung des Mineralbrunnens nahm das Fuhr- und Gastgewerbe einen erheblichen Aufschwung.
Zum 1. Juli 1974 wurde im Zuge der Gebietsreform in Hessen die Gemeinde Niederselters mit Eisenbach und Haintchen (beide früher Kreis Limburg) und Münster (im ehemaligen Oberlahnkreis) zu einer neuen Gemeinde mit dem Namen Selters (Taunus) im neuen Landkreis Limburg-Weilburg kraft Landesgesetz zusammengeschlossen. Für alle nach Selters eingegliederten Gemeinden wurde ein Ortsbezirk mit Ortsbeirat und Ortsvorsteher nach der Hessischen Gemeindeordnung gebildet.
Die einstige kurtrierische Kaserne wurde im Jahr 1994 durch einen Anbau erweitert und dient als Rathaus der Gemeinde Selters (Taunus).

### Geschichte der Mineralquelle

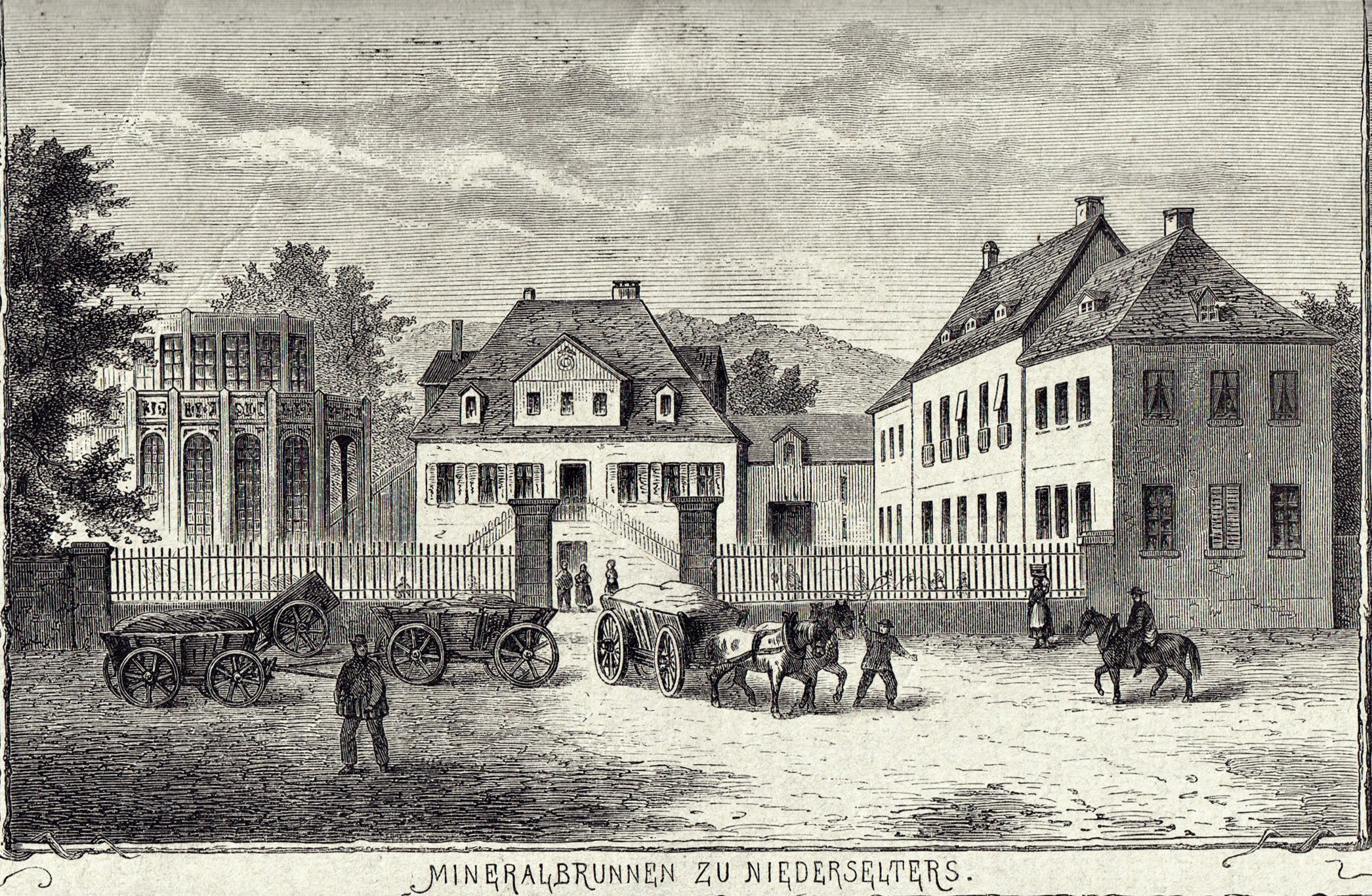
Seltersbrunnen 1873, links der 1857 errichtete Gusseisen-Glaspavillon über der Quelle

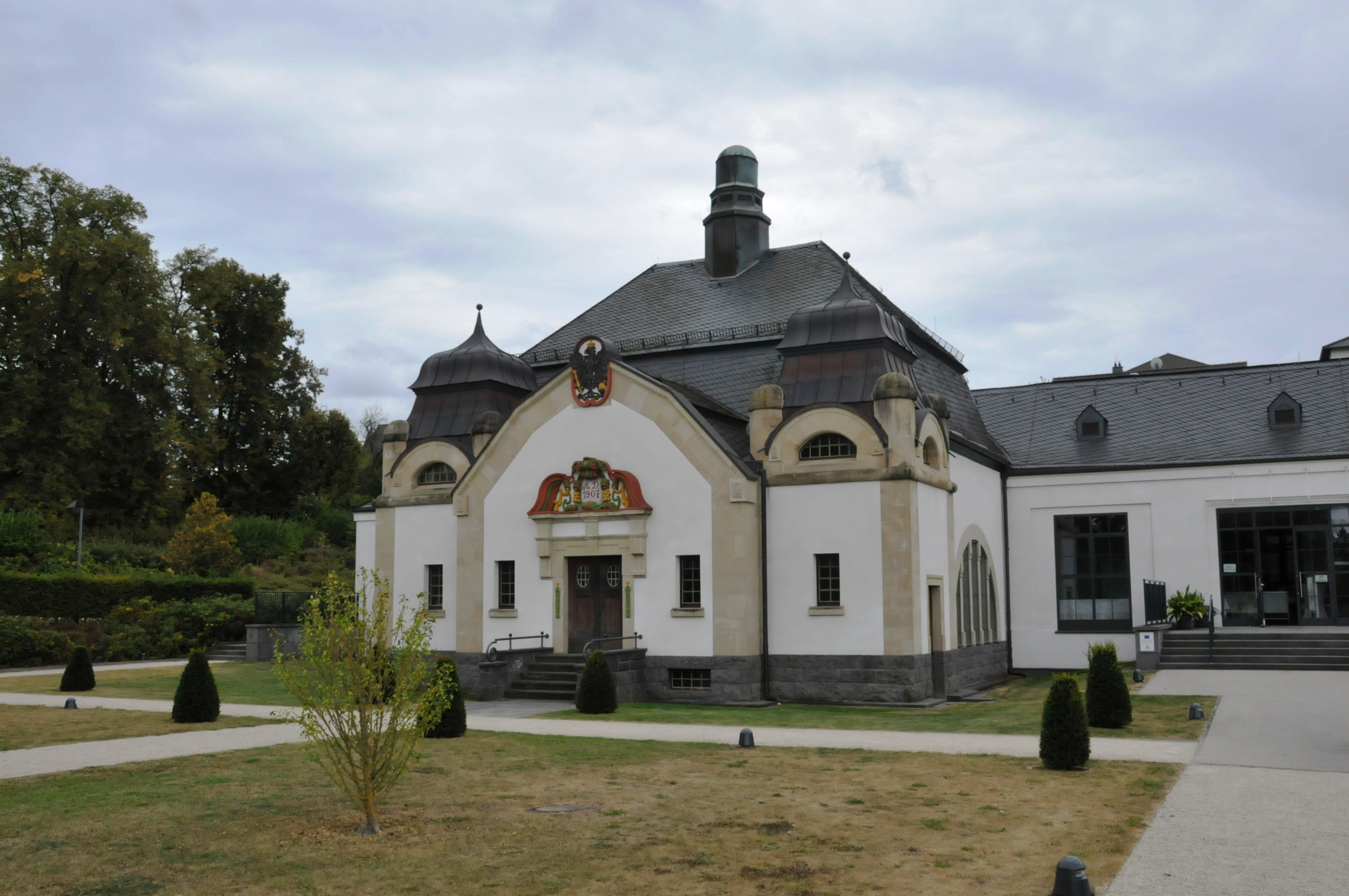
Restaurierter Brunnentempel in Niederselters

Einem Bericht des Gelehrten Tabernaemontanus aus dem Jahr 1584, der den ergiebigen und mineralreichen Quellen jenseits des Emsbaches eine mythische Allheilwirkung bestätigte, folgte der wirtschaftliche Aufstieg von Niederselters. Der Limburger Chronist Johannes Mechtel berichtet für das Jahr 1609 von einer neuen Brunnenfassung in Niederselters, die süßes und saures Wasser trennte. Während der europäischen Kriege des 17. Jahrhunderts scheint die Nutzung der Quelle weitgehend zum Erliegen gekommen zu sein. Ausländische Kurgäste sind erst wieder nach dem Frieden von Nimwegen im Jahr 1679 nachgewiesen. Das Kurfürstentum Trier ließ ab 1678 rund um den Brunnen einen Park anlegen und richtete im späten 17. Jahrhundert zur Abfüllung des Wassers eine vorindustrielle Manufaktur ein. Die Steingutkrüge, in denen das Wasser vertrieben wurde, stammten aus der Produktion des traditionellen Keramikreviers Kannenbäckerland. Die enge Beziehung zwischen der Wasserproduktion in Niederselters und der Region im Westerwald sowie dem örtlichen Fuhrmannswesen und der Schifffahrt auf der Lahn, über die die gefüllten Krüge transportiert wurden, sollte in den folgenden Jahrhunderten bestehen bleiben. Auseinandersetzungen um Preise für Krüge, deren Qualität, Geschäfte mit anderen Abnehmern und Fuhrkosten sind mehrfach überliefert. Der Kurbetrieb in Niederselters blieb im Vergleich zum Versand des Wassers unbedeutend.
Von 1705 an war der Brunnenbetrieb verpachtet, der Landesherr nahm aber weiterhin starken Einfluss auf die Nutzung des Wassers. In den Jahren 1715 bis 1722 erfolgten Bauarbeiten und Baumpflanzungen nach den Plänen des kurtrierischen Hofbaumeisters Philipp Honorius von Ravensteyn, um die hygienischen Bedingungen am Brunnen und das Erscheinungsbild des gesamten Orts zu verbessern. Seit 1720 ist eine militärische Brunnenwache nachgewiesen, für die der Kommandant der Festung Ehrenbreitstein zuständig war. Grund dafür dürften verstärkt vorgebrachte Ansprüche des Hauses Nassau auf den Brunnen gewesen sein. Mitte des 18. Jahrhunderts gab es wiederholte Auseinandersetzungen zwischen Kurtrier und Nassau, bei der sowohl die nahe am Brunnen verlaufende Grenze beider Territorien eine Rolle spielte als auch die Konkurrenz mit der neu entdeckten nassauischen Quelle bei Diez, Zölle, und Blockaden der Lahnschifffahrt durch Nassau.
Im Jahr 1734 wurde an der Kirche in Niederselters eigens eine Frühmesse eingerichtet, um den Mitarbeitern der Wasserabfüllung, deren Dienst zum Teil um 4 Uhr morgens begann, an Sonn- und Feiertagen den kirchlich vorgeschriebenen Besuch der Messe zu ermöglichen. 1742 erfolgten weitere Bauarbeiten an der Brunnenanlage. Im Jahr 1753 nahm der Kurfürst den Brunnen in die Verwaltung der Hofkammer, 1755 setzte er einen Brunnenarzt ein, der die Hygiene bei der Abfüllung sicherstellen und Kurgäste betreuen sollte. In der zweiten Hälfte des 18. Jahrhunderts wurde mit dem Versand ein jährlicher Gewinn von bis zu 50.000 Reichstalern erwirtschaftet. 1776 begann eine neue Baukampagne. Unter anderem entstand ein teils zweigeschossiger Fachwerkbau für Brunnenverwaltung, Wache und Lagerung des Pechs zum Verschließen der Krüge. Zudem wurden drei Alleen angelegt und der örtliche Abschnitt der neuen Landstraße zwischen Limburg und Bad Camberg angelegt. Aus dieser Zeit sind Abnehmer in Skandinavien, Russland, Nordamerika, Afrika und Batavia, dem heutigen Jakarta, nachgewiesen. Insbesondere zum Schutz der Quelle wurde von 1789 bis 1792 eine Kaserne im Ort errichtet, die mit einer 25 Mann starken Jägereinheit besetzt war.
Im Jahr 1784 brach im benachbarten aber nassauischen Oberselters eine Mineralquelle auf, was zum Rückgang der Wassermenge in Niederselters führte. In den folgenden Jahren kam es zunächst zu schriftlichen Auseinandersetzungen zwischen den beiden Fürstentümern. 1794 ließ Nassau zunächst die Quelle anbohren und dann Kurtrier eine 800 Mann starke Militäreinheit mit zwei Kanonen vor Oberselters aufmarschieren und erzwang so das Zuschütten der Oberselterser Quelle. Nachdem beide Orte 1803 nach Nassau-Weilburg eingegliedert wurden, öffneten die Oberselterser ihre Quelle wieder, was erneut Auseinandersetzungen zwischen beiden Orten auslöste. Im folgenden Jahr musste Oberselters die Quelle wieder schließen. Erst seit 1870 wird dort fortgesetzt Mineralwasser gewonnen und vermarktet.

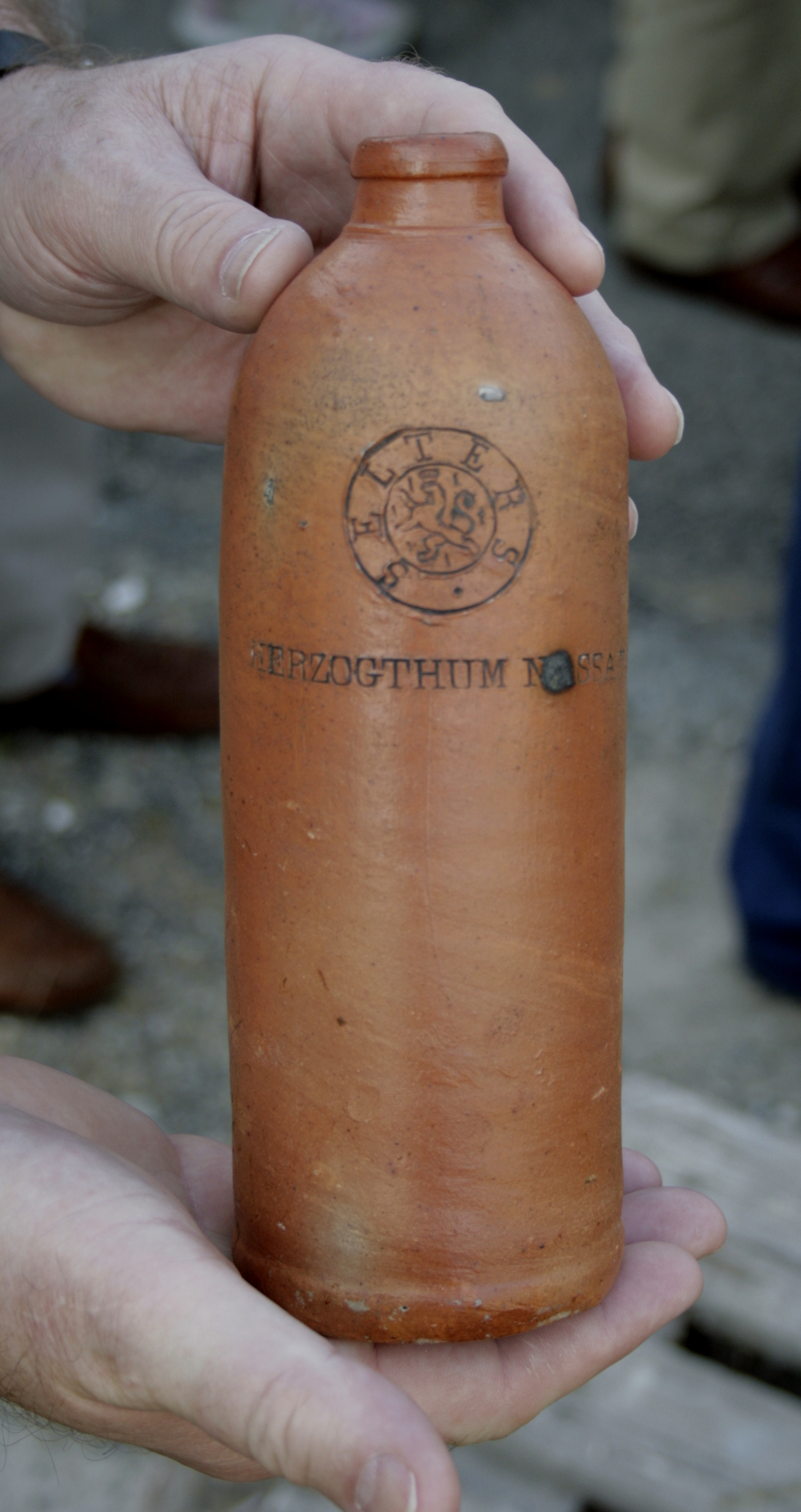
Mineralwasserkrug der Quelle in Niederselters aus dem 19. Jahrhundert

In Niederselters hielt der wirtschaftliche Erfolg der Quellen in Nassau-Weilburg an. Sie wurden vom dort schon seit Kurtrierer Zeiten arbeitenden Brunnendirektor Heinrich Ludwig Schimper geleitet. Der Kurbetrieb wurde auf Anweisung der weilburgischen Hofkammer eingestellt und die Parkanlage größtenteils mit Häusern bebaut, die Stelle des verstorbenen Brunnenarztes Dr. Coels wurde gestrichen. Ziel war, eine ungestörte Abfüllung zu gewährleisten, vor allem aber die Kurgäste stattdessen nach Bad Ems und in die zukünftige Residenz Wiesbaden zu lenken. Um den Absatz zusätzlich zu fördern, ließ man die Straße zwischen Niederselters und dem Amtssitz Limburg in Fronarbeit ausbauen, teils unter Androhung von Waffengewalt. Nachdem 1806 im Zuge der Vereinigung von Nassau-Usingen und Nassau-Weilburg infolge der Rheinbundakte ein souveräner nassauischer Staat entstand, wurden alle Mineralquellen des Herzogtums Nassau zentral in Wiesbaden geleitet. Im Erscheinungsbild der Krüge schlug sich dies nieder, indem das seit der Übernahme durch Nassau dort zu lesende „NW“ für „Nassau Weilburg“ durch „HN“ für „Herzogtum Nassau“ ersetzt wurde. 1830 wurde die Verwaltung aller nassauischen Mineralbrunnen in Niederselters im herzoglichen Brunnencomptoir zusammengefasst. Der Wasserversand wurde zur größten Einnahmequelle für den Privat-Etat des Herzogs und erwirtschaftete Gewinne von zeitweise mehr als 100.000 Gulden. Nach der Annexion von Nassau durch Preußen im Herbst 1866 wurde das Wasser zu Königlich-Selters. Bis 1871 war der Brunnen der umsatzstärkste in Deutschland, verlor diese Position jedoch an Apollinaris mit der Durchsetzung von Glasflaschen als Transportmittel für Mineralwasser. 1894 bis 1945 bewirtschaftete das Unternehmen Siemens Erben den Brunnen in Pacht. 1907 wurde das heute noch vorhandene Brunnenhaus erbaut. Nach dem Ende der Monarchie 1918 trug die Quelle den Titel Staatsquelle Niederselters.
Das Land Hessen als Rechtsnachfolger Preußens verpachtete im Januar 1955 die Quelle nach dem Zweiten Weltkrieg an die Quellen-Lehnig AG aus Eschwege. Im Mai 1970 kaufte dieses Unternehmen die Anlage dem Land Hessen ab, um sie kurz darauf an die französische Brauerei Kronenbourg weiterzuverkaufen. 1976 wurde die Herrenhäuser Brauerei aus Hannover Eignerin, im Jahr 1990 eine Tochtergesellschaft der Brauerei Binding, die bereits ein namensgleiches Mineralwasser aus einer wesentlich jüngeren Quelle in Selters an der Lahn verkaufte und die dann auch ihre Limonadenproduktion nach Niederselters verlagerte. Der überregionale Vertrieb des namensprägenden Selters aus Niederselters wurde eingestellt, 1999 endete die Abfüllung am Brunnen in Niederselters ganz. Seit 2001 ist die Gemeinde Selters im Besitz der Quelle, darf jedoch infolge eines mit der Binding AG vertraglich geregelten Konkurrenzverbots dort nur den Haustrunk ausgeben, d. h. das Brunnenwasser vor Ort ausschenken.
Am 26. Juni 2011 wurde der restaurierte „Selters Mineralbrunnen“, bestehend aus dem historischen Brunnentempel, dem Selterswassermuseum, der Haustrunkanlage, dem Park, den Veranstaltungsräumen und der Kinderkrippe eingeweiht. Der Mineralbrunnen ist Teil des Gesamtkonzepts Geopark Westerwald-Lahn-Taunus. Dort wird auch der Haustrunk wieder gewährt.

### Staats- und Verwaltungsgeschichte im Überblick
Die folgende Liste zeigt die Staaten und Verwaltungseinheiten, denen Niederselters angehörte:
- vor 1803: Heiliges Römisches Reich, Amt Camberg (Kurfürstentum Trier, Unteres Erzstift und Fürstentum Diez jeweils zur Hälfte)
- ab 1803: Heiliges Römisches Reich, Fürstentum Nassau-Weilburg (durch Reichsdeputationshauptschluss), Amt Camberg
- ab 1806: Herzogtum Nassau, Amt Camberg
- ab 1816: Herzogtum Nassau, Amt Idstein
- ab 1849: Herzogtum Nassau, Kreisamt Idstein
- ab 1854: Herzogtum Nassau, Amt Idstein
- ab 1867: Königreich Preußen, Provinz Hessen-Nassau, Regierungsbezirk Wiesbaden, Untertaunuskreis
- ab 1871: Deutsches Reich, Königreich Preußen, Provinz Hessen-Nassau, Regierungsbezirk Wiesbaden, Untertaunuskreis
- ab 1886: Deutsches Reich, Königreich Preußen, Provinz Hessen-Nassau, Regierungsbezirk Wiesbaden, Kreis Limburg
- ab 1918: Deutsches Reich, Freistaat Preußen, Provinz Hessen-Nassau, Regierungsbezirk Wiesbaden, Kreis Limburg
- ab 1944: Deutsches Reich, Freistaat Preußen, Provinz Nassau, Kreis Limburg
- ab 1945: Deutsches Reich, Amerikanische Besatzungszone, Groß-Hessen, Regierungsbezirk Wiesbaden, Kreis Limburg
- ab 1946: Deutsches Reich, Amerikanische Besatzungszone, Hessen, Regierungsbezirk Wiesbaden, Kreis Limburg
- ab 1949: Bundesrepublik Deutschland, Hessen, Regierungsbezirk Wiesbaden, Kreis Limburg
- ab 1968: Bundesrepublik Deutschland, Hessen, Regierungsbezirk Darmstadt, Kreis Limburg
- ab 1974: Bundesrepublik Deutschland, Hessen, Regierungsbezirk Darmstadt, Landkreis Limburg-Weilburg
- ab 1981: Bundesrepublik Deutschland, Hessen, Regierungsbezirk Gießen, Landkreis Limburg-Weilburg

### Bevölkerung

#### Einwohnerstruktur 2011
Nach den Erhebungen des Zensus 2011 lebten am Stichtag dem 9. Mai 2011 in Niederselters 3189 Einwohner. Darunter waren 156 (4,9 Prozent) Ausländer. Nach dem Lebensalter waren 582 Einwohner unter 18 Jahren, 1326 zwischen 18 und 49, 645 zwischen 50 und 64 und 636 Einwohner waren älter. Die Einwohner lebten in 1311 Haushalten. Davon waren 369 Einpersonenhaushalte, 393 Paare ohne Kinder und 423 Paare mit Kindern, 111 Alleinerziehende und 15 Wohngemeinschaften. In 264 Haushalten lebten ausschließlich Senioren und in 924 Haushaltungen lebten keine Senioren.

#### Einwohnerentwicklung
Quelle: Historisches Ortslexikon
- 1659: 19 Mann
- 1683: 37 Feuerstellen
- 1738: 82 Mann und sechs Witwen
- 1787: 636 Einwohner

| Niederselters: Einwohnerzahlen von 1834 bis 2020 | Niederselters: Einwohnerzahlen von 1834 bis 2020 | Niederselters: Einwohnerzahlen von 1834 bis 2020 | Niederselters: Einwohnerzahlen von 1834 bis 2020 | Niederselters: Einwohnerzahlen von 1834 bis 2020 |
| --- | ------------------------------------------------ | ------------------------------------------------ | ------------------------------------------------ | ------------------------------------------------ |
| Jahr |                                                  |                                                  |                                                  | Einwohner                                        |
| 1834 | 1834                                             |                                                  | 974                                              | 974                                              |
| 1840 | 1840                                             |                                                  | 1.140                                            | 1.140                                            |
| 1846 | 1846                                             |                                                  | 1.290                                            | 1.290                                            |
| 1852 | 1852                                             |                                                  | 1.376                                            | 1.376                                            |
| 1858 | 1858                                             |                                                  | 1.375                                            | 1.375                                            |
| 1864 | 1864                                             |                                                  | 1.471                                            | 1.471                                            |
| 1871 | 1871                                             |                                                  | 1.351                                            | 1.351                                            |
| 1875 | 1875                                             |                                                  | 1.596                                            | 1.596                                            |
| 1885 | 1885                                             |                                                  | 1.472                                            | 1.472                                            |
| 1895 | 1895                                             |                                                  | 1.339                                            | 1.339                                            |
| 1905 | 1905                                             |                                                  | 1.387                                            | 1.387                                            |
| 1910 | 1910                                             |                                                  | 1.455                                            | 1.455                                            |
| 1925 | 1925                                             |                                                  | 1.525                                            | 1.525                                            |
| 1939 | 1939                                             |                                                  | 1.515                                            | 1.515                                            |
| 1946 | 1946                                             |                                                  | 2.089                                            | 2.089                                            |
| 1950 | 1950                                             |                                                  | 2.121                                            | 2.121                                            |
| 1956 | 1956                                             |                                                  | 2.153                                            | 2.153                                            |
| 1961 | 1961                                             |                                                  | 2.131                                            | 2.131                                            |
| 1967 | 1967                                             |                                                  | 2.317                                            | 2.317                                            |
| 1970 | 1970                                             |                                                  | 2.345                                            | 2.345                                            |
| 1980 | 1980                                             |                                                  | ?                                                | ?                                                |
| 1990 | 1990                                             |                                                  | ?                                                | ?                                                |
| 2002 | 2002                                             |                                                  | 3.222                                            | 3.222                                            |
| 2011 | 2011                                             |                                                  | 3.189                                            | 3.189                                            |
| 2015 | 2015                                             |                                                  | 3.152                                            | 3.152                                            |
| 2020 | 2020                                             |                                                  | 3.106                                            | 3.106                                            |
| Datenquelle: Historisches Gemeindeverzeichnis für Hessen: Die Bevölkerung der Gemeinden 1834 bis 1967. Wiesbaden: Hessisches Statistisches Landesamt, 1968. Weitere Quellen: ; nach 1970: Gemeinde Selters (Internetarchiv); Zensus 2011 |                                                  |                                                  |                                                  |                                                  |

#### Historische Religionszugehörigkeit
- 1885: 93  evangelische (= 6,23 %), 1379 katholische (= 93,68 %) Einwohner[12]
- 1961: 277 evangelische (= 13,0 %), 1834 katholische (= 86,06 %) Einwohner[12]

## Kultur und Sehenswürdigkeiten

### Vereine
- DLRG-Ortsgruppe Selters e. V.
- Förderverein der Mittelpunktschule Goldener Grund
- Freiwillige Feuerwehr Niederselters e. V., gegr. 1884 (seit dem 1. Januar 1971 mit Jugendfeuerwehr)
- Geschichtsverein „Goldener Grund“ Niederselters
- Katholischer Kirchenchor „Cäcilia“ Niederselters
- Kultur- und Geschichtsverein Niederselters e. V.
- Leichtathletik Sportgemeinschaft Goldener Grund e. V.
- Männergesangverein „Eintracht“ 1862 e. V. Niederselters
- Männergesangverein „Liederkranz“ Niederselters 1897 e. V.
- Mir sein Seldersch e. V., gegr. 2014
- NABU-Vogelschutzgruppe Niederselters e. V.
- Reisetaubenzuchtverein „Sturm und Regen“ e. V.
- Sportverein 1924 e. V. Niederselters
- Taunusclub Zweigverein Niederselters
- Tennis-Club Selters 1976 e. V.
- Turnverein Niederselters 1905 e. V.
- VdK-Ortsgruppe Niederselters
- Verein der Hundefreunde Goldener Grund e. V.
- Verkehrs- und Verschönerungsverein Niederselters 1902 e. V.

### Bauwerke
- Alter Mineralbrunnen
- Mariengrotte
- historisches Rathaus
- Brunnenmädchen

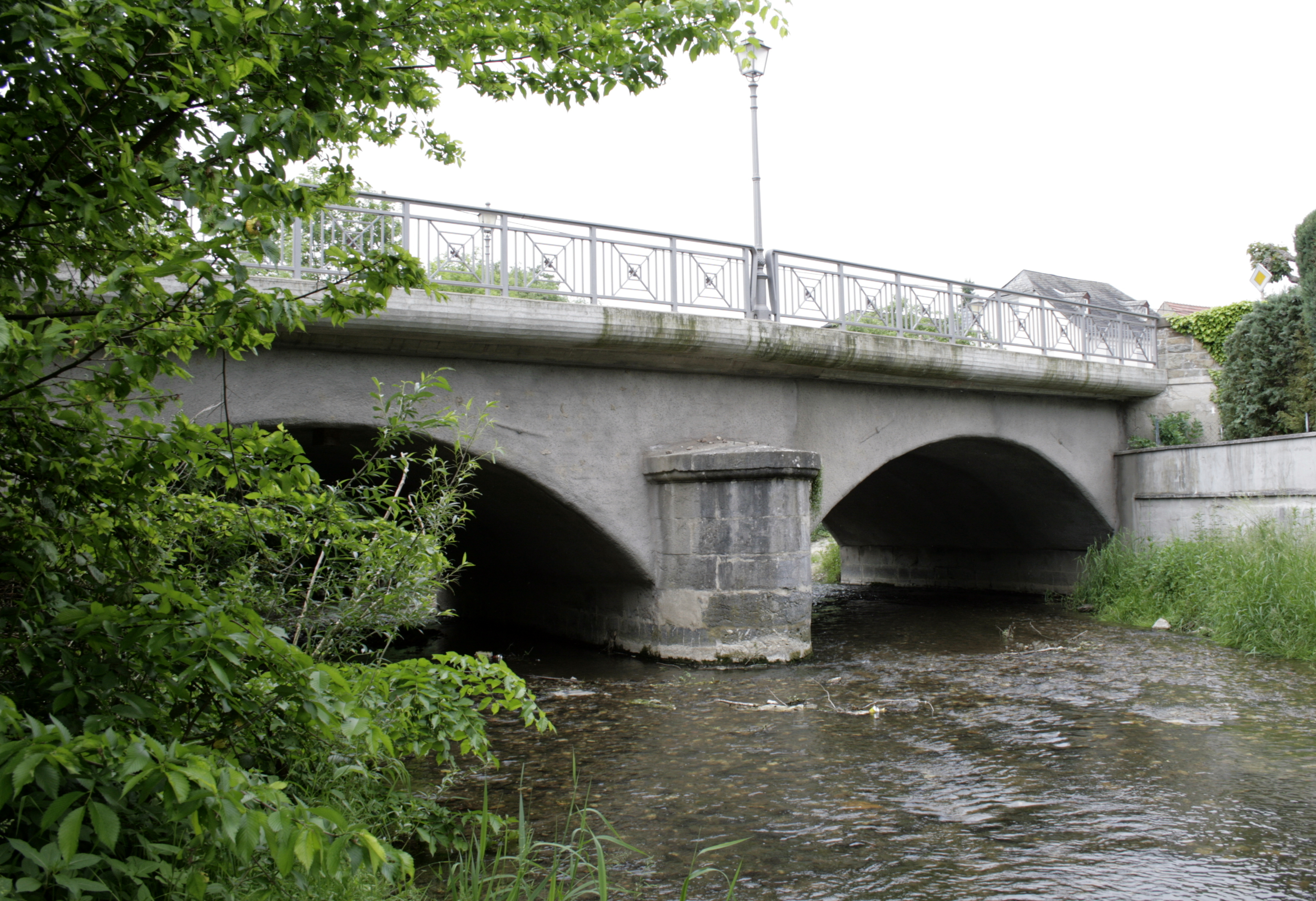
Brücke über den Emsbach
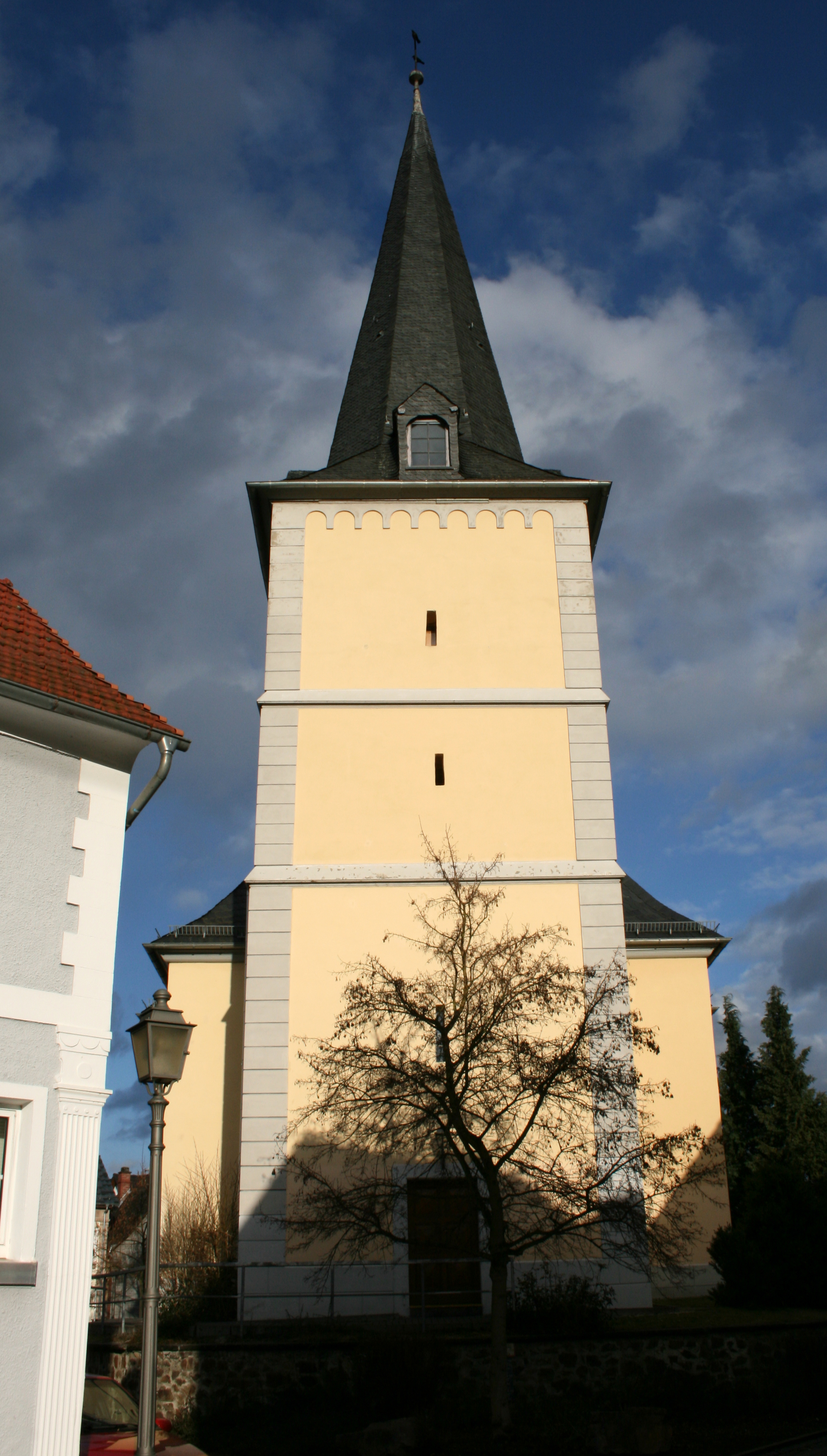
Turm der Alten Kirche
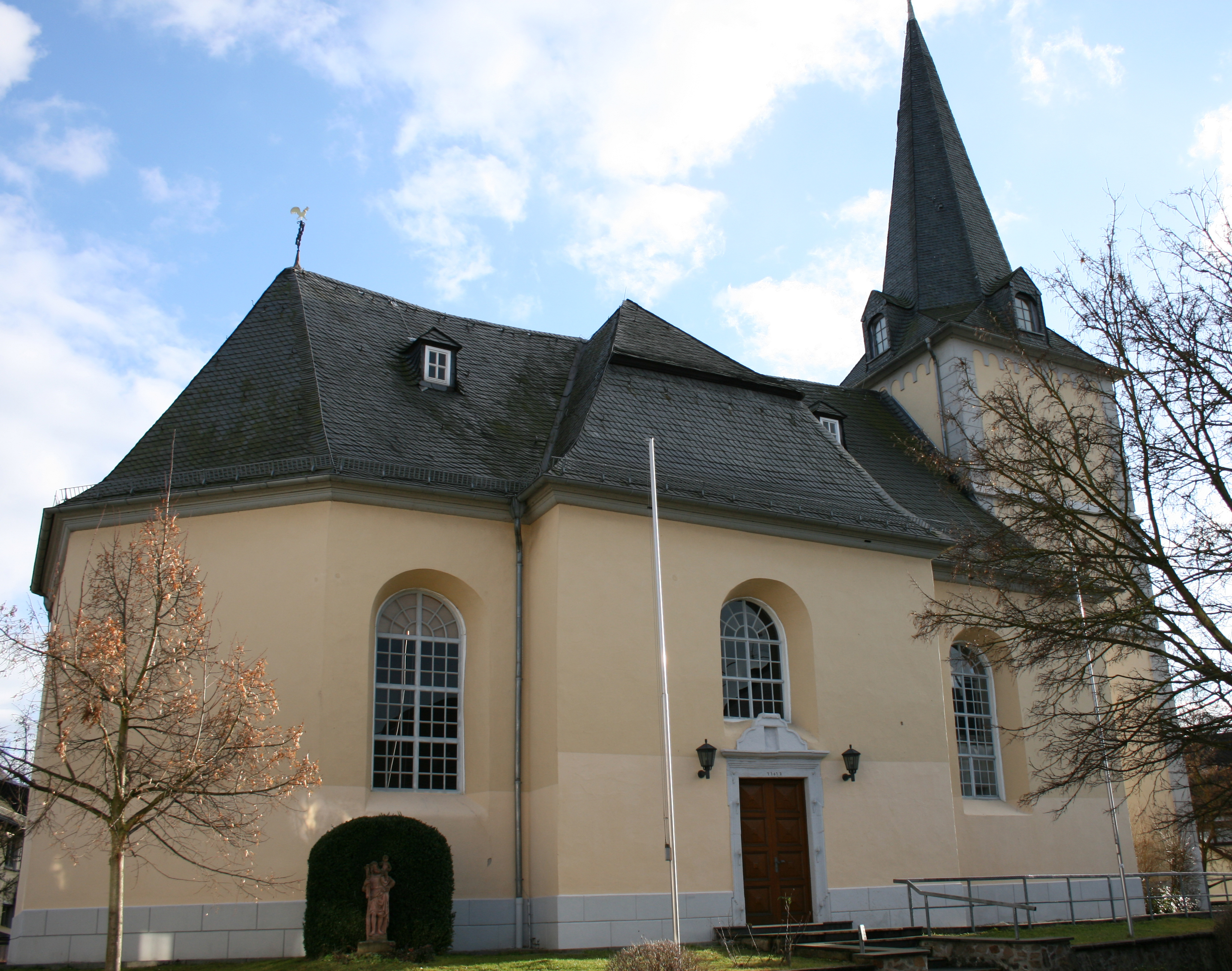
Alte Kirche, von Nordwesten gesehen
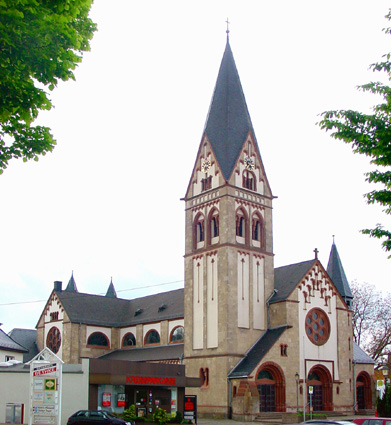
Kirche St. Christophorus von der Brunnenstraße
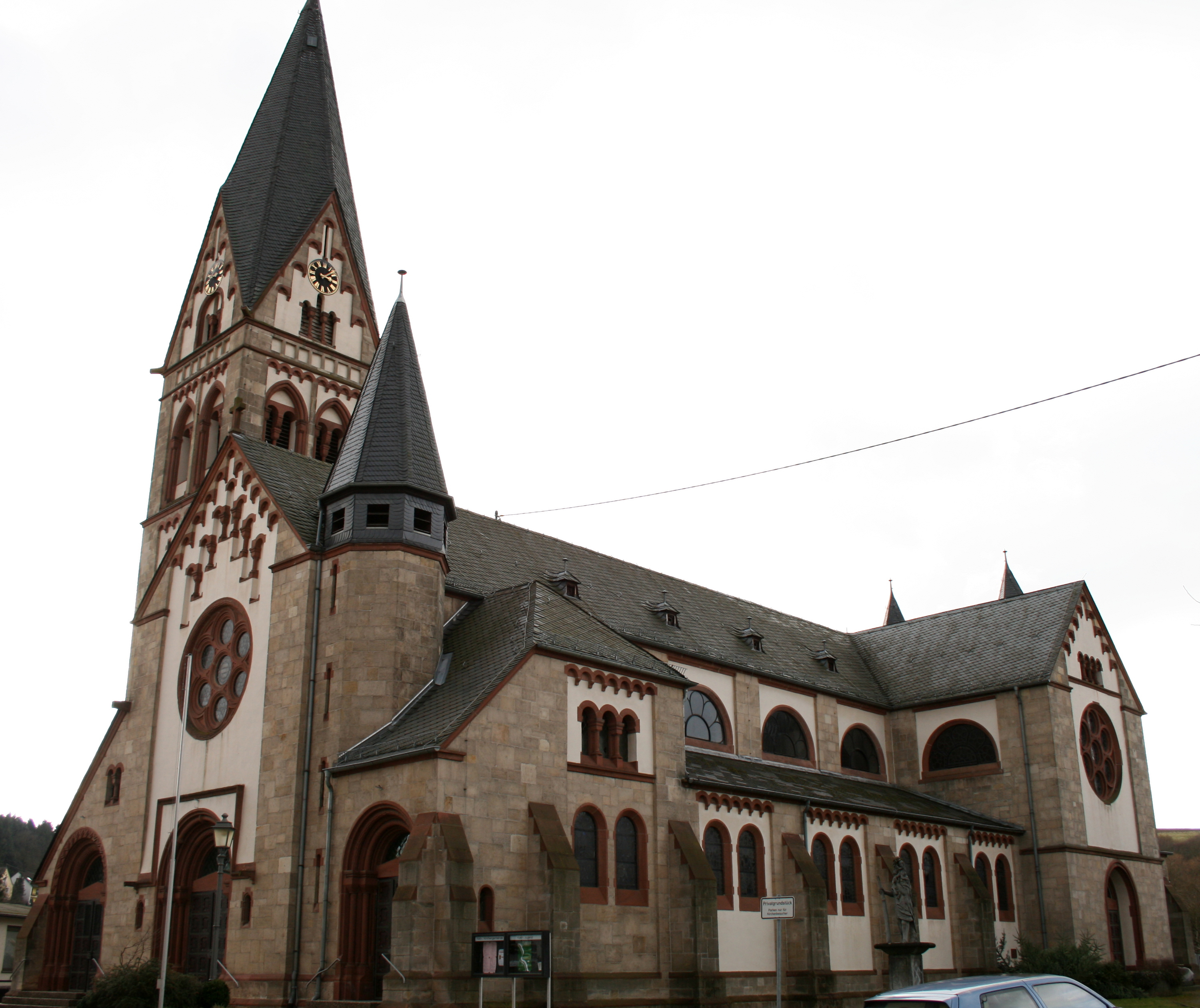
Kirche St. Christophorus, von Nordosten gesehen
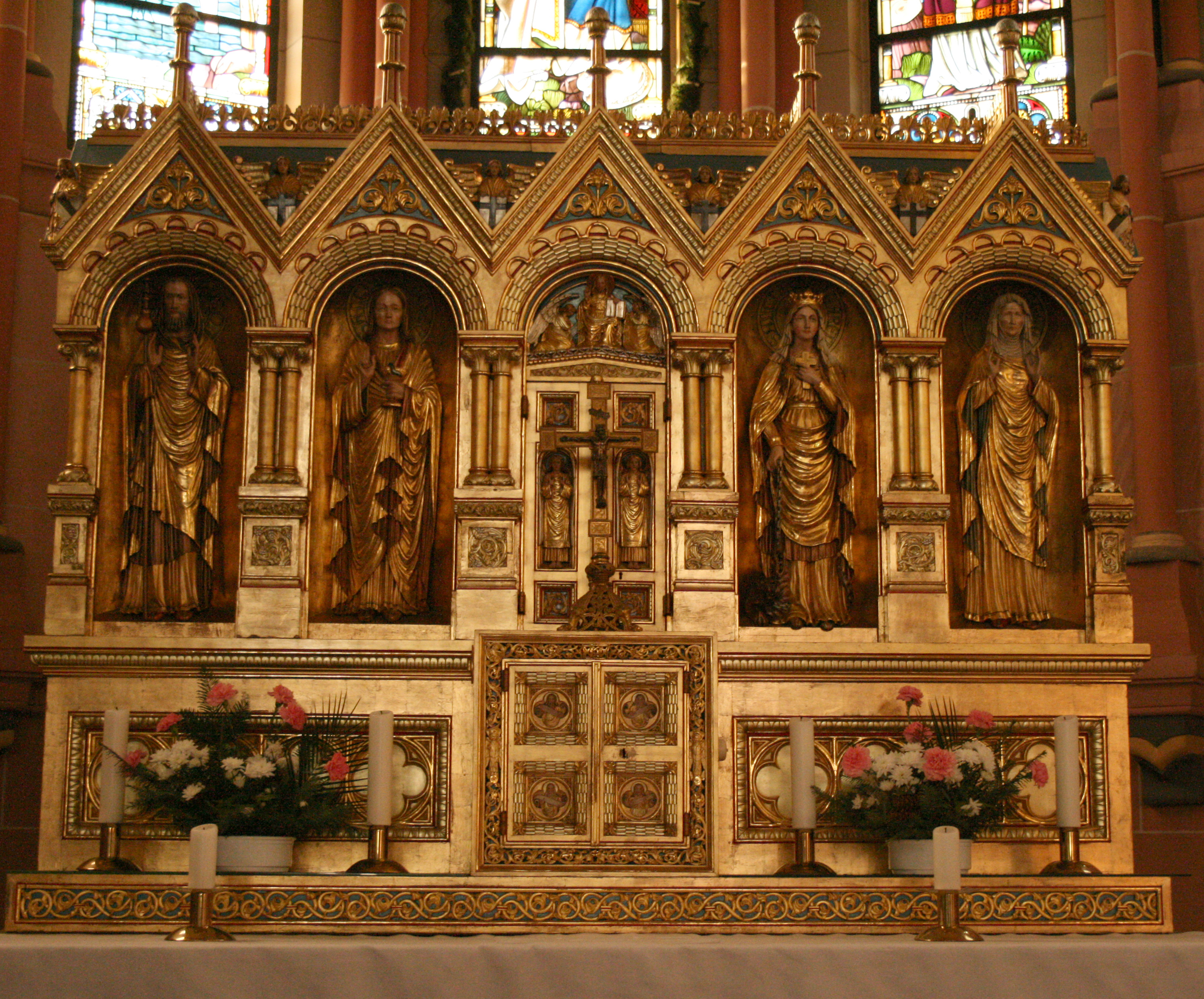
Altar der Pfarrkirche St. Christophorus
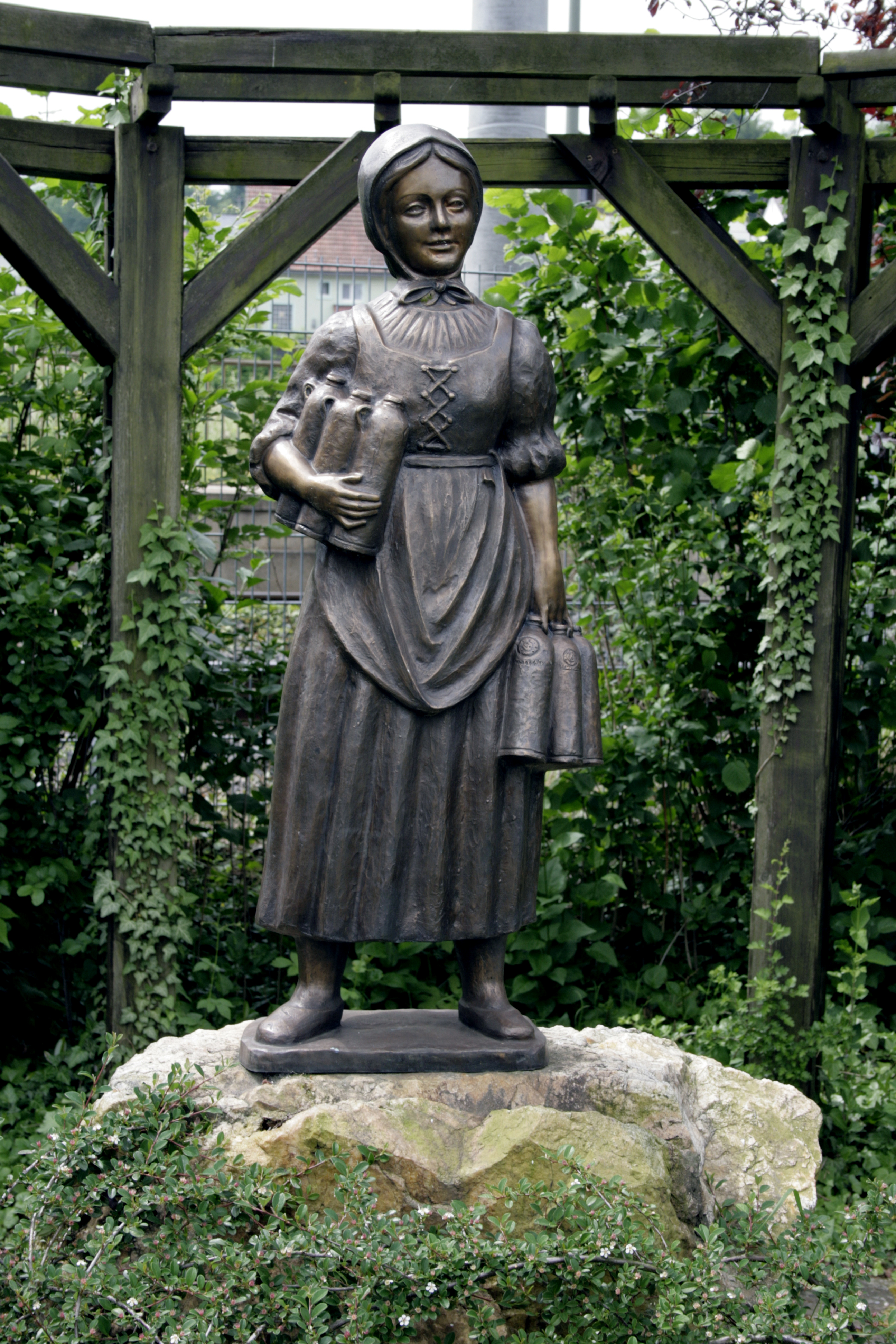
„Brunnenmädchen“, Denkmal für die Arbeiterinnen der Mineralquelle

## Wirtschaft und Infrastruktur

### Öffentliche Einrichtungen
- Die Freiwillige Feuerwehr Niederselters, gegr. 1884 (seit dem 1. Januar 1971 mit Jugendfeuerwehr), sorgt für den abwehrenden Brandschutz und die allgemeine Hilfe.
- Mittelpunktschule Goldener Grund (Grund-, Haupt- und Realschule)
- Katholische öffentliche Bücherei der Katholischen Kirchengemeinde „St. Christophorus“
- Katholischer Kindergarten der Katholischen Kirchengemeinde Niederselters „St. Christophorus“

### Freizeitmöglichkeiten
- Sportplatz
- Grillplatz
- Kinderspielplätze
- Wanderwege
- Freibad[15]

### Verkehr

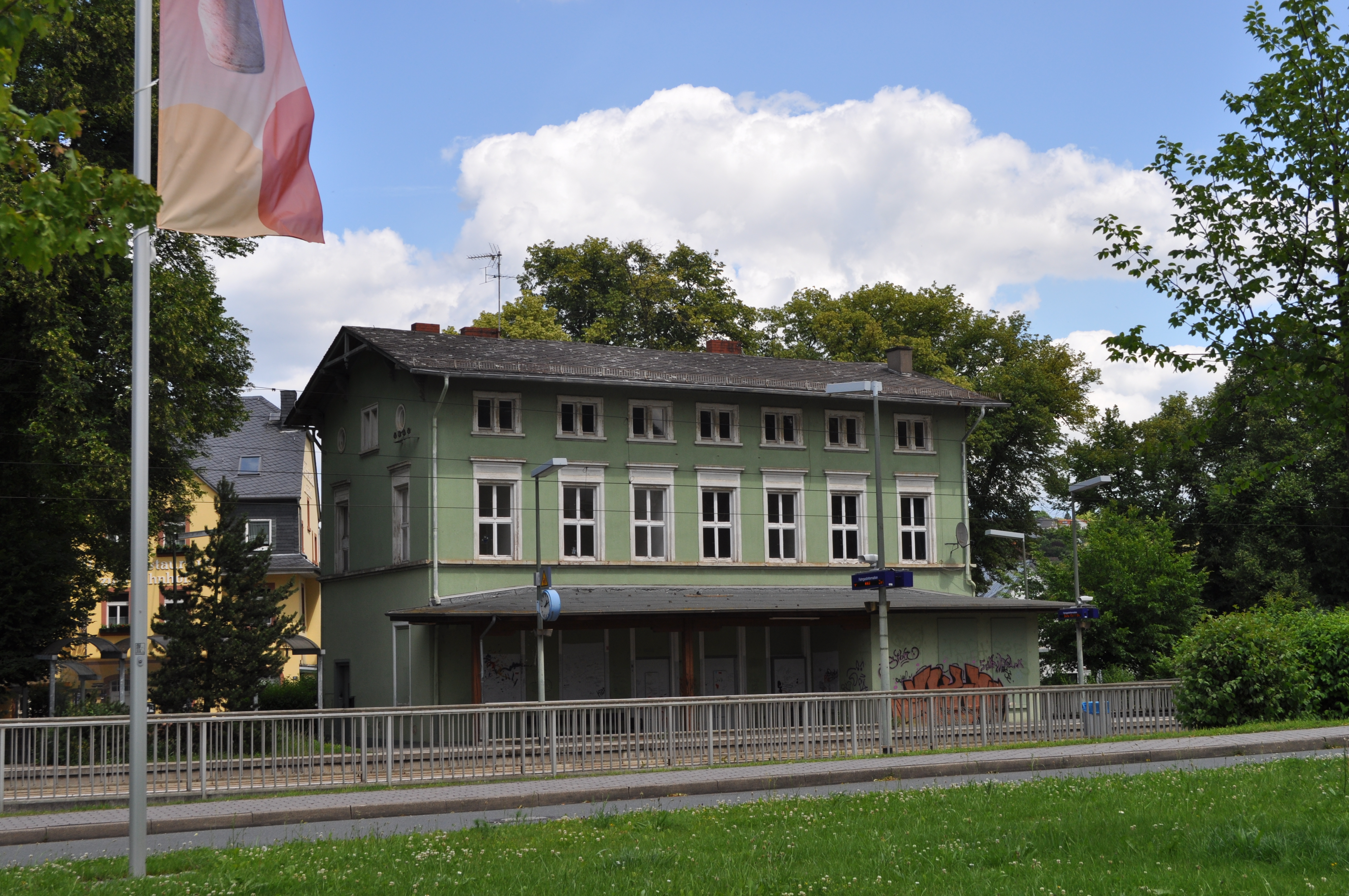
Der Bahnhof Niederselters an der Main-Lahn-Bahn

Der Ort hat mit dem Bahnhof Niederselters einen Haltepunkt an der RMV-Linie 20 (Main-Lahn-Bahn), an dem ausschließlich Regionalbahnen halten. Zudem liegt Niederselters an der Bundesstraße 8.

## Persönlichkeiten
- Adam Graef (1882–1945), Gewerkschaftssekretär, Bürgermeister und Mitglied des Provinziallandtages der Provinz Hessen-Nassau